# Estació de Tarragona (Metro de Barcelona)
Tarragona és una estació de la L3 del Metro de Barcelona situada sota el carrer Tarragona entre els districtes de Sants-Montjuïc i l'Eixample de Barcelona.
L'estació va entrar en servei el 1975 com a part de la Línia IIIB fins que el 1982 amb la reorganització dels números de línies i canvis de nom d'estacions va passar a ser una estació de la L3.
| Metro de Barcelona     |               |                                              |         |                        |
| Procedència/Destinació | <             | Línia                                        | >       | Procedència/Destinació |
| Zona Universitària     | Sants Estació | Logotip de la Línia 3 del metro de Barcelona | Espanya | Trinitat Nova          |

## Accessos
- Carrer Tarragona